# Häxmjölk (musikgrupp)
Häxmjölk var ett svenskt jazzrockband.
Häxmjölk bildades av Jan Tolf (gitarr) och Harald Svensson (keyboards), som tidigare varit medlemmar i Egba och även var medlemmar i Resa. Övriga medlemmar i Häxmjölk var Lennart Åberg (saxofon), Guy Roellinger (bas) och Malando Gassama (trummor, percussion). År 1976 utkom bandets enda musikalbum, Eskimo Heat (Metronome MLP 15.599), till vilket Tolf själv skrev all musik.